# Fairtiq

Logo

Fairtiq (Eigenschreibweise FAIRTIQ) ist eine Mobile App des gleichnamigen Schweizer Startups. Sie ermöglicht den Kauf elektronische Tickets für den öffentlichen Verkehr in der Schweiz und in Liechtenstein sowie in Ballungsräumen und Verkehrsverbünden mehrerer anderer europäischer Länder.

## Geschichte
Fairtiq wurde im Jahre 2016 von CEO Gian-Mattia Schucan gegründete und wurde am 28. April 2016 in den Tarifverbünden Passepartout, Frimobil und Engadin Mobil lanciert. Seit März 2018 ist Fairtiq in der ganzen Schweiz und in Liechtenstein gültig. Unter dem Namen EasyRide testet die SBB seit Oktober 2018 das System von Fairtiq in der «SBB Preview»-App.
Nachdem das Startup in London das Billion Journey Project des Verkehrsunternehmens Go-Ahead gewann, wird die Fairtiq AG mit Go-Ahead-Lösungen für das ÖV-System in Grossbritannien entwickeln.
Im Jahr 2019 kamen die Linien der LINZ AG in der Kernzone Linz sowie in Göttingen und Halle (Saale) (Tarifzone 210) hinzu.
Seit März 2020 ist erstmals ein ganzer Verkehrsverbund in Deutschland mit Fairtiq nutzbar: Der Verkehrsverbund Mittelthüringen nutzte die coronabedingten Schließungen des Fahrkartenverkaufs beim Fahrer für die vorzeitige Einführung des geplanten Systems.
Ab Juli 2020 wurde innerhalb des Stadtgebiets Aschaffenburg und in den Verkehrsmitteln der Aktiv Bus Flensburg GmbH das Lösen von Fahrkarten ermöglicht. Seit dem 1. Dezember 2021 steht Fairtiq flächendeckend für den Nahverkehr in ganz Nordrhein-Westfalen zur Verfügung. In Nordrhein-Westfalen gilt eine monatliche Preisdeckelung von 49 Euro für Fahrten innerhalb der Region.
Im Dezember 2020 hat die BLS AG das System Lezzgo eingestellt und nutzt nun ebenfalls das System von Fairtiq. Im Februar 2023 wurde das System unter dem Namen „SimplyGo!“ in die ÖBB-Ticket-App integriert.
Fairtiq kooperierte im Sommer 2021 mit 56 Partnerunternehmen, das Team im Sommer 2021 umfasste 82 Personen.
Ab Februar 2025 zählte ganz Baden-Württemberg zum Einsatzbereich dazu kam eine erste Kooperation in Schweden und die Ausweitung der seit 2023 bestehenden Netzmöglichkeiten in der Normandie. Zwei kleine Gebiete bei Cuneo und bei Triest in Italien sowie die Stadt Zlín in Tschechien wurden im Mai 2025 auf dem Internetauftritt von Fairtiq als weitere Einsatzgebiete ausgewiesen, 86 Partner waren dort im April gelistet gewesen, 106 waren es im Mai.

## Funktionsweise
Der Fahrgast checkt sich beim Einsteigen in ein Fahrzeug des öffentlichen Verkehrs per Wischbewegung in der App ein und beim Aussteigen an der Zielhaltestelle wieder aus. Die App berechnet mittels GPS-Ortung des Smartphones den Fahrpreis nach dem Bestpreis-Prinzip für Einzelpersonen (und je nach Tarif mehrere Kinder bis sechs Jahren) und beliebig viele Umstiege in Richtung Ziel. Fährt man mehrere Fahrten am selben Tag, wird maximal der Tageskartenpreis verrechnet. Vergisst man, sich beim Verlassen des Fahrzeuges auszuchecken, erhält man eine Erinnerung.
Man kann vorhandene Abonnemente bei Tarifverbünden und Rabattberechtigungen (z. B. Halbtax) hinterlegen. Bislang findet für Vielnutzer keine automatische Umwandlung der Einzelbillette in ein Abonnement statt, wenn dies günstiger wäre.
Die Bezahlung erfolgt täglich nach Dienstschluss des öffentlichen Verkehrs in der Schweiz mittels Kreditkarten, Reka (nur noch bis zum Wechsel des Payment-Service-Providers), Postfinance Card und Twint. Ursprünglich wurde auch das Bezahlsystem Easypay der Swisscom angeboten; durch zu hohe Kosten wurde dies aber zum 30. September 2020 eingestellt. In Deutschland und Österreich ist die Zahlung im Juli 2020 nur mit Kreditkarte (VISA / Mastercard) oder PayPal möglich.
Optional können Nutzer sich ihre Fahrten in einer täglichen Zusammenfassung per E-Mail zusenden lassen.

## Sicherheitsaspekt

### Software
Die Android-App funktioniert nicht auf gerooteten Geräten (somit auch Custom-ROMs), da damit Ortungsdienste übersteuert werden können.
Die App verlangt u. a. die ständige Übertragung des eigenen Standorts.
2024 publizierten Forscher der ETH Zürich eine Arbeit die gezeigt haben wie veränderte GPS-Standortdaten von ein Mobiltelefon eine SBB-App die mit Fairtiq Software betrieben wurde und „mit gefälschten, aber realistisch wirkenden Standortinformationen überschrieben wurden.“

## Einsatzorte
Fairtiq kann in mehreren europäischen Ländern genutzt werden. Ende 2023 waren dies:
Schweiz und Liechtenstein (flächendeckend)
Deutschland
| - Aschaffenburg (Verkehrsgemeinschaft am Bayerischen Untermain) - Bremen (Verkehrsverbund Bremen/Niedersachsen) - Dresden (Verkehrsverbund Oberelbe) - Flensburg (Kernzone Schleswig-Holstein-Tarif) - Freiburg im Breisgau (Regio-Verkehrsverbund Freiburg) - Göttingen (Verkehrsverbund Süd-Niedersachsen) - Halle (Saale) (Mitteldeutscher Verkehrsverbund) - Ingelheim am Rhein (Rhein-Nahe-Nahverkehrsverbund) - Karlsruhe ( Karlsruher Verkehrsverbund) | - Lörrach (Regio Verkehrsverbund Lörrach) - Magdeburg (Magdeburger Regionalverkehrsverbund) - Nordhorn (Verkehrsgemeinschaft Grafschaft Bentheim) - Nordrhein-Westfalen (flächendeckend) - Schweinfurt (Nahverkehr Mainfranken) - Stuttgart (Verkehrs- und Tarifverbund Stuttgart) - Thüringen (Verkehrsverbund Mittelthüringen) - Würzburg (Nahverkehr Mainfranken) |

Österreich
- landesweit via „SimplyGo!“-Funktion der ÖBB-Ticket-App
- Linz (Kernzone Oberösterreichischer Verkehrsverbund)
- Vorarlberg ( Verkehrsverbund Vorarlberg)

Frankreich
- Normandie (NOMAD, Transports Agglomération Havraise, Twisto)
- Nouvelle-Aquitaine (SNCF Nouvelle-Aquitaine)
- Okzitanien (SNCF Occitanie)

Dänemark
- Landesweit über die App 'Rejsekort', die von der dänischen Rejsekort & Rejseplan A/S bereitgestellt wird.

## Wichtigste Auszeichnungen
- 2019 Transport Ticketing Global Awards (UK): Auszeichnung als «Best Smart Ticketing Programme 2019» zusammen mit Freiburgische Verkehrsbetriebe[28]
- 2019 Cohort Award (UK): Auszeichnung als vielversprechendes Produkt im Rahmen des Billion Journey Project der Go-Ahead-Gruppe[29]
- 2018 Gewinn des österreichischen Mobilitätspreises[30]
- 2018 Swiss Economic Award: Gewinn der Kategorie «Dienstleistungen»[31]
- 2018 Transport Ticketing Global Awards (UK): Auszeichnung als «Digital Champion 2018»[32]
- 2016 Le meilleur du web: Gewinn der Kategorien «Mobil» und «Innovation»[33]